# SIAM SHADE
SIAM SHADE(샴 셰이드, 일본어: シャムシェイド)는 샴(영어: Siam)으로 알려져있는 일본의 5인조 락 밴드 그룹이다. 1991년부터 2002년까지 활동 하다가 해체 했으며 2007년과 2011년에 재결성 라이브를 거쳐 2013년과    2015년부터 2016년까지 활동했다.

## 역사
1989년 3월 히데키가 그의 친구인 나틴을 권하고 샴 셰이드의 모체가 되는 밴드 파워를 결성했다. 같은 해 요코하다 고등학교 핫 웨이브 패스티벌 그랑프리에 참가해 우승했다. 하지만 얼마되지 않아 멤버 몇 명이 탈퇴 하면서 잔류 멤버는 밴드 활동을 계속하기 위해 음악 동료와 친구를 권유하게 되었고 다이타가 가입 하지만 음악성이 맞지 않는다는 이유로 탈퇴한다. 1992년 러브 제트 밴드에서 보컬을 맡고 있던 카즈마를 히데키가 권유해 가입하게 되었다. 1993년 녹음 비용으로 저축 약 100만엔을 사용하여 4곡들이 데모 테이프를 제작 무료 배포한다. 이를 계기로 현재의 밴드명으로 개명했다. 같은 해 7월 다이타를 찾아 밴드에 복귀해 줄 것을 설득해 팀에 합류하게 되었다. 당시 장발에 짙은 화장을 하는 비주얼계 을 모방한 개념이기 때문에 가입 직후는 아직 단발로 활동했으나 다이타 머리가 성장까지 가발을 쓰고 라이브에 출연한 적이 있었다. 1994년 5월에 드럼 리스트인 준지가 가입했으며 같은 해 12월 첫 번째 앨범인 SIAM SHADE가 오리콘 인디즈 차트 첫 등장 2위를 기록했다. 1995년 8월, 시부야 공회당 원맨 라이브의 전반 컨트롤러에서 게스트 타카 부팅을 맞아 공연 했으며 같은 해 10월에 메이저로 데뷔하게 되었다.
1997년에 6번째 싱글인 1/3 순수한 감정(일본어: 1/3の純情な感情) 노래가 바람의 검심 7기 엔딩 테마로 기용되어 히트를 쳤다. 2000년 1월 요코하마에서 새해 라이브를 열었다. 같은 해 8월 29일, 인디즈 시절부터 했던 라이프를에서 실시했다. 그와 동시에 오사카시에서 같은 라이브를 공연한 적이 있었다. 2001년 12월에 최초로 일본 무도관에서 라이브 공연을 열었다. 2002년에 해체를 발표해 같은 해 3월에 똑같은 장소에서 두 번째 라이브 공연이자 마지막 공연을 실시한 끝으로 사실상 해체했다. 2007년 11월 18일 전 수석 매니저인 나카무라 신이치가 사망하자 추모의 의미를 담아 하룻밤 한계의 무도관 라이브를 열었다. 2010년 메이저 데뷔 15주년을 기념하여 SIAM SHADE의 트리뷰트 앨범의 발매가 결정했다. 또한 이날 샴 세이드 역사상 최초로 라이브 베스트 앨범의 발매도 결정되었다. 2011년 4월에 공식 홈페이지를 통해 부흥 지원 라이브의 개최를 발표했다. 같은 해 7월에 젭 센다이(영어: Zepp Sendai)에서 자선 라이브를 개최했으며 같은 해 10월에 데뷔한지 16년 만에 사이타마 슈퍼 아레나에서 2011년 도호쿠 지방 태평양 해역 지진 재해 부흥 지원을 위해 라이브를 실시 했으며 이 날 라이브는 나중에 DVD로 발매되었다. 2012년 4월에 첫 번째 앨범인 SIAM SHADE를 포함해 인디즈 시대의 3곡을 더해 앨범 SIAM SHADE SPIRITS 1993를 발매했다.

## 구성원
- 히데키 (이마무라 히데키, 栄喜)
- 카즈마 (엔도 카즈마, 遠藤一馬)
- 다이타 (이토 다이타, 伊藤大太)
- 나틴 (나카가와 타이, 中川泰)
- 준지 (사쿠마 쥰지, 淳士)

## 이전 구성원
샴 세이드 결성 때부터 밴드를 거쳐갔던 구성원들이다.
- 아탈 (アタル)
- 에이 (エイ)
- 오즈 (オズ)

## 음반

### 인디즈

#### 데모
1. SIAM SHADE （1993년 5월 1일） （한정 500개 무료 배포）

#### 싱글
1. DOLL（1993년 12월 19일）（최초 원맨 Live 무료 배포 CD）

#### 미니 앨범
1. SIAM SHADE（1994년 12월 10일）

#### 옴니버스 앨범
1. EMERGENCY EXPRESS 1994（1994년 2월 1일）9곡인「END OF LOVE」（데모 테이프 수록곡)로 참가

### 옴니버스 비디오
1. AREAII (1993년) END OF LOVE에서 수록
2. AREAIV (1993년) 시간 강의에서 수록

### 주앨범 목록

#### 싱글 앨범
|      | 발매             | 제목                                            | 규격   | 생산 번호     |
| 1st  | 1995년 10월 21일 | RAIN                                            | 8cmCD  | SRDL-4115     |
| 2nd  | 1996년 2월 1일   | TIME'S                                          | 8cmCD  | SRDL-4157     |
| 3rd  | 1997년 2월 21일  | Why not?                                        | 8cmCD  | SRDL-4334     |
| 4th  | 1997년 5월 21일  | RISK                                            | 8cmCD  | SRDL-4377     |
| 5th  | 1997년 7월 30일  | PASSION                                         | 8cmCD  | SRDL-4401     |
| 6th  | 1997년 11월 27일 | 1/3 순수한 감정(일본어: 1/3の純情な感情)        | 8cmCD  | SRDL-4420     |
| 7th  | 1998년 5월 13일  | 글레이셜 LOVE(일본어: グレイシャルLOVE)         | 8cmCD  | SRDL-4515     |
| 8th  | 1998년 8월 5일   | 드림                                            | 8cmCD  | SRDL-4550     |
| 9th  | 1998년 10월 28일 | NEVER END                                       | 8cmCD  | SRDL-4564     |
| 10th | 1999년 2월 24일  | 흐린 후 맑음(일본어: 曇りのち晴れ)              | 8cmCD  | SRDL-4590     |
| 11th | 1999년 9월 15일  | BLACK                                           | 12cmCD | SRCL-4573     |
| 12th | 1999년 9월 29일  | 1999                                            | 12cmCD | SRCL-4658     |
| 13th | 2000년 4월 19일  | 애정함보다도 멀리(일본어: せつなさよりも遠くへ) | 12cmCD | SRCL-4760     |
| 14th | 2001년 4월 11일  | Life                                            | 12cmCD | SRCL-5049     |
| 15th | 2001년 9월 27일  | 아들레날린(일본어: アドレナリン)                | 12cmCD | SRCL-5123     |
| 16th | 2001년 11월 28일 | LOVE                                            | 12cmCD | SRCL-5258     |
| 17th | 2013년 10월 27일 | Still We Go 라이브 투어 앨범으로 한정판매       | 12cmCD | SMDL-SS131027 |

- RAIN~흐린후 맑음(일본어: RAIN～曇りのち晴れ)은 2007년 11월 14일에 재발매.

#### 배포 및 기획 싱글
|     | 발매           | 제목                                            | 개요                                        |
| 1st | 1995년         | A HAPPY NEW YEAR 1995 SPECIAL CD like a EDISON  |                                             |
| 2nd | 1998년 2월 8일 | SIAM SHADE IV DRAMATIC TIGER                    |                                             |
| 3rd | 1998년         | LOVESICK 〜You Don't Know〜 (Unplugged Version) | "SIAM SHADE V"의 구입 응모 특전으로 배포    |
| 4th | 2000년         | KICK UP THE DUST II 5th Anniversary Message     | Live Tour 2000 KICK UP THE DUST II에서 배포 |

#### 오리지널 앨범
VIII및 IX는 베스트 판이며, VII는 보컬을 바꿔 넣은 미니 앨범으로 오리지널 앨범으로 Ⅵ가 마지막이 된다.
|     | 발매             | 제목                | 생산 번호     |
| 1st | 1995년 11월 11일 | SIAM SHADE II       | SRCL-3377     |
| 2nd | 1996년 10월 2일  | SIAM SHADE III      | SRCL-3669     |
| 3rd | 1998년 1월 21일  | SIAM SHADE IV・Zero | SRCL-4166     |
| 4th | 1998년 12월 2일  | SIAM SHADE V        | SRCL-4420     |
| 5th | 2000년 7월 26일  | SIAM SHADE VI       | SRCL-4880～81 |

#### 베스트 앨범 및 기획 앨범
|     | 발매             | 제목                                          | 생산 번호     |
| 1st | 2000년 11월 29일 | SIAM SHADE VII                                | SRCL-4967     |
| 2nd | 2002년 1월 30일  | SIAM SHADE VIII B-side Collection             | SRCL-5287     |
| 3rd | 2002년 3월 6일   | SIAM SHADE IX A-side Collection               | SRCL-5310     |
| 4th | 2002년 11월 27일 | SIAM SHADE X 〜THE PERFECT COLLECTION〜       | SRCL-5461～71 |
| 5th | 2007년 9월 26일  | SIAM SHADE XI COMPLETE BEST 〜HEART OF ROCK〜 | SECL-540～42  |
| 6th | 2010년 10월 27일 | SIAM SHADE XII 〜The Best Live Collection〜   | SECL-917～18  |
| 7th | 2012년 4월 14일  | SIAM SHADE SPIRITS 1993                       |               |

#### 옴니버스 앨범
1. hide TRIBUTE SPIRITS（1999년 5월 1일）5곡 핑크 스파이더에 참가

#### 트리뷰트 앨범
1. SIAM SHADE Tribute（2010년 10월 27일）

### 영상 작품
1. SIAM SHADE（비디오 : 1997년 3월 1일, DVD : 2000년 12월 6일)
2. SIAM SHADE V2 Clips '95 - '97（비디오 : 1998년 3월 1일, DVD : 2000년 12월 6일)
3. SIAM SHADE V3（비디오 : 1999년 3월 20일, DVD : 2000년 12월 16일）
4. SIAM SHADE V4 Tour 1999 MONKEY SCIENCE FINAL YOYOGI（비디오 : 1999년 8월 30일, DVD : 1999년 9월 22일）
5. SIAM SHADE V5（비디오 : 2000년 9월 6일, DVD : 2000년 9월 6일）
6. SIAM SHADE V6 LIVE 男樹（비디오, DVD : 2000년 12월 31일）
7. SIAM SHADE V7 Live in 武道館 LEGEND of SANCTUARY（비디오, DVD : 2002년 3월 27일）
8. SIAM SHADE V8 START & STAND UP LIVE in 武道館 2002.03.10（비디오, DVD : 2002년 5월 29일）
9. SIAM SHADE V9 The Perfect clip（비디오, DVD : 2003년 1월 8일）

## 특징
- 밴드명은 밀접한 그늘로 이 단어는 영어에서 유래한다.
- 리더는 나틴으로 그 이유는 인디즈 시절 다른 멤버의 대부분이 종종 전화를 받을 수 없었다. 반면 나틴의 경우 친가에 거주했기 때문에 연락처로 안정되어 있던 적이 있어, 필요한 정보와 문의 사항을 집결시켜 쉬웠다. 따라서 회원의 정보 등을 파악하고 있었기 때문이다.
- 초기에 락계의 더 유랑자를 자칭하는 만큼 코미디에 달리고 있어 투어마다 쇼트 콩트 무비를 만들고 있었다. 또한 소속되어 있던 사무소 어뮤즈 배우들이 게스트로 출연하고 있으며 후에 나틴은 여배우인 이토 카즈와 결혼했다.
- 인디즈 시대 당시 LUNA SEA와 라이브를 실시했다. 마치다 플레이 하우스를 거점으로 하고 있었기 때문에, LUNA SEA의 후배이자 동생 밴드로 알려진 곳이다. 특히 히데키는 LUNA SEA의 보컬인 카와무라 류이치를 존경하고 있다고 공언하고 있다. 전문가는 LUNA SEA의 드러머 신야를 동경해 드럼을 시작했다. 한때 LUNA SEA의 로드 매니저를 하고 있었기 때문에 사제 관계로 잘 알려져 있다. LUNA SEA의 두 번째 앨범에서 직원 중에 로드 매니저의 이름이 기록 되었다.
- 1994년경 당시 LUNA SEA의 카와무라 류이치가 DJ를 맡고 있던 인디즈 나이트란 코너에 게스트 출연해 데모 테이프의 음악을 틀어달라고 이후 리뷰에서 라이브의 동원 수가 늘었다.
- 멤버 전원이 격투기 좋아하며 또 모두 어떤 스포츠를 좋아했었다에서 라이브의 MC와 라이브의 김은 스뽀콘 조였다.
- 히데키의 고등학교 시절의 선배 요시다 히데히코가 있고, 그 인연도 있고, 보살피는 요시다 밴드마다 무언가 신세를 지고 있었다. 대부분의 앨범에 그의 이름이 실려있다. 덧붙여서 해체 이후 그의 소개로 J-ROCK의 사장을 소개 받아 ACID와 솔로 활동을 한 적이 있다.
- 1997년 4월, 히데키가 탈퇴를 선언을 하면서 한 때 공사 현장에서 일하던 적이 있었다. 하지만 공사 현장 동료들 중에서 그의 팬들이 있어 그 사람의 열성적인 설득한 끝에 복귀 후 음악 활동을 재개했다.
- 2000년 당시 일본인의 대규모 공연이 해제 된지 얼마 안된 대한민국에서 열린 부산 락 페스티벌에 일본의 락 밴드로서 최초로 참가했다. 많은 대한민국의 언론에서 취재를 받았다.
- 나카무라 신이치 (전 수석 매니저) 추모의 뜻을 담아 2007년 11월 18일 일본 무도관에서 하룻밤 한계의 재결성 라이브를 했다. 또한 매월 11월 19일은 나카무라의 생일로 만일 생존 했다면 50세를 넘겼다. 라이브 종료 후 멤버와 극소수의 직원 나카무라에 대한 추모의 뜻을 담은 발사했다.